# Prosopocera dahomeica
Prosopocera dahomeica là một loài bọ cánh cứng trong họ Cerambycidae.